# Robert Cornelius
Robert Cornelius (Filadelfia, 1º marzo 1809 – Frankford, 10 agosto 1893) è stato un imprenditore e fotografo statunitense.
Pioniere della storia della fotografia, è conosciuto per aver realizzato nel 1839 il primo autoritratto fotografico.

## Biografia

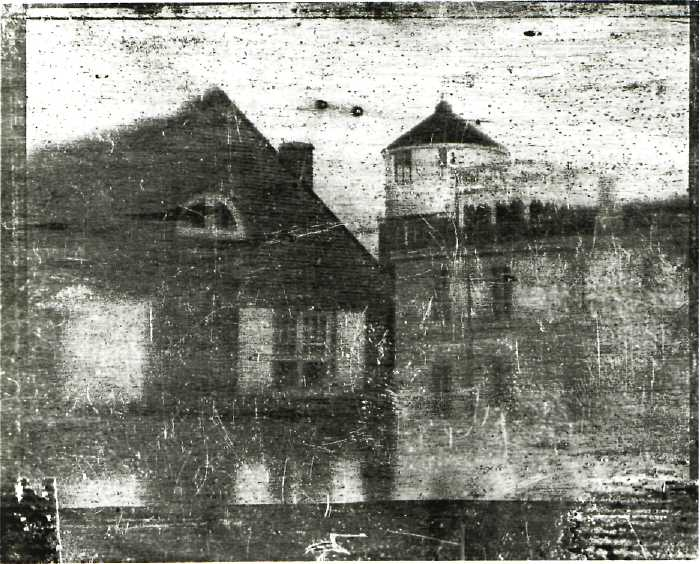
Robert Cornelius progettò nel 1839 la piastra fotografica d'argento per il dagherrotipo usato da Joseph Saxton per ritrarre la Central High School di Filadelfia, considerata la più antica fotografia scattata negli USA.

Robert Cornelius nacque a Filadelfia da Christian Cornelius e Sarah Soder. Suo padre era emigrato da Amsterdam nel 1783 e lavorava come argentiere prima di aprire una fabbrica di lampade. Robert Cornelius frequentò una scuola privata, interessandosi alla chimica.
Nel 1831 iniziò a lavorare nell'impresa paterna, specializzandosi nella placcatura d'argento e lucidatura dei metalli e divenendo rinomato per la qualità del lavoro. Nel 1832 Cornelius sposò Harriet Comly (a volte scritta Comely), da cui ebbe otto figli (tre maschi e cinque femmine).
Poco dopo l'annuncio dell'invenzione del dagherrotipo (agosto 1839), Joseph Saxton incaricò Cornelius di creare una piastra di rame placcata d'argento per fotografare la Central High School di Filadelfia. Intorno all'ottobre 1839, all'età di trent'anni, Cornelius si scattò un autoritratto all'esterno del negozio di famiglia. Il dagherrotipo prodotto mostra un uomo con le braccia incrociate e i capelli spettinati; come dichiarato dallo stesso Robert Cornelius «Lei noterà che la figura non è al centro della lastra. Il motivo è che io ero solo; corsi a mettermi di fronte all'apparecchio... ma finché l'immagine non fu presa non potei rendermi conto che non ero al centro». Tenuto conto della tecnica utilizzata per realizzare il dagherrotipo, si ipotizza che Cornelius dovette rimanere immobile per 10-15 minuti: per tale motivo l'immagine è considerata come il più antico autoritratto della storia della fotografia. In verità anche nell'immagine del Boulevard du Temple scattata da Louis Daguerre l'anno precedente sono visibili le sagome di due persone, ma si ritiene che la loro presenza fosse non voluta.

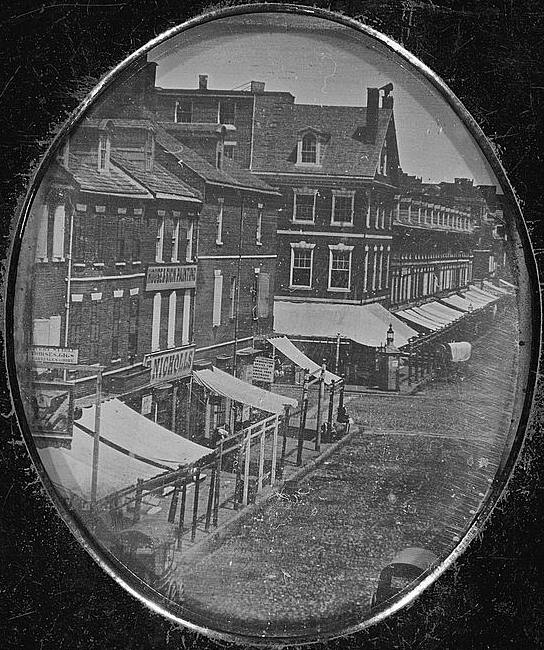
Ottava strada e Market Street a Filadelfia riprese da Cornelius nel 1840: grazie all'uso innovativo di uno specchio o prisma, l'immagine si presenta corretta lateralmente (mentre i dagherrotipi dell'epoca erano capovolti).

Grazie alle sue conoscenze di chimica e metallurgia, Cornelius cercò di perfezionare il dagherrotipo. Il 6 maggio 1840 Cornelius aprì, in società con il chimico Paul Beck Goddard, uno studio fotografico all'angolo fra l'ottava strada e Lodge alley, (il secondo degli Stati Uniti). Il negozio era esposto a sud e, grazie ad una serie di specchi opportunamente orientati, si riusciva ad illuminare perfettamente il volto dei clienti da fotografare. 
Inoltre, Goddard migliorò e velocizzò il processo aggiungendo il bromo allo iodio presente sulle lastre fotografiche: in tal modo ridusse il tempo di esposizione da 10-15 minuti a circa un minuto. Il prezzo di una fotografia era di cinque dollari dell'epoca, equivalenti a circa 137,30 dollari del 2018. Il successo fu tale che molti imprenditori e scienziati (tra cui Martin Hans Boyè) si rivolsero allo studio di Robert Cornelius. Le immagini di Cornelius erano molto apprezzate per la loro qualità e nitidezza: nel 1843 John Egerton, nella sua prefazione alla traduzione inglese del saggio Traité de photographie, derniers perfectionnements apportés au daguerréotype di Noël Marie Paymal Lerebours, scrisse di aver visto due anni prima i migliori dagherrotipi prodotti da Cornelius di Filadelfia.
Pur continuando saltuariamente a realizzare altri dagherrotipi, nel 1842 Cornelius abbandonò lo studio fotografico, tornando ad occuparsi della fabbricazione di lampade a gas, di cui ottenne diversi brevetti.

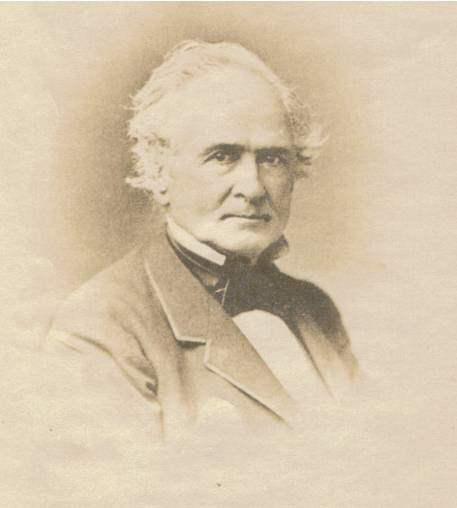
Robert Cornelius nel 1876

Cornelius si ritirò dagli affari nel 1877, vivendo gli ultimi anni della sua vita nella sua fattoria di Frankford, nella periferia di Filadelfia, dove morì il 10 agosto 1893 all'età di 84 anni. È sepolto presso il cimitero di Laurel Hill a Filadelfia.